# パンとシランクス
『パンとシランクス』（デンマーク語: Pan og Syrinx）は、カール・ニールセンが作曲した交響詩。1918年2月11日にコペンハーゲンで開催された自作曲によるコンサートのために書かれた。

## 概要
1918年1月23日にスウェーデンの作曲家ヴィルヘルム・ステーンハンマルに宛てた手紙の中で、ニールセンは2月11日の演奏会に『パンとシランクス』を加えたもののまだ一音も書いていないと説明している。しかし、前年に妻のアネ・マリーイとこの作品を作曲するきっかけとなったオウィディウスの『変身物語』について議論して以来、ニールセンはしばらく楽曲について思いを巡らせていたようである。総譜は2月6日までに完成された。
約20年にわたるニールセンの作品のみで構成されたこのコンサートでは、本作に加えてオペラ『サウルとダヴィデ』第2幕への前奏曲、『眠り』、交響曲第4番が全て作曲者自身の指揮で演奏された。さらにピアノ曲『シャコンヌ』がクレスチャン・クレスチャンスンの演奏で披露されている。

## 評価
本作はとりわけよい評価を受けた。『ポリティケン』紙のチャーレス・ケアウルフによる論評はまず作品が「ガリア風、極めてドビュッシー風の」特徴を有することをほのめかし、それから再生、発展、円熟が感られることを称賛した。彼は一層饒舌な調子で締めくくっている。「音がひとつ加わるごとにますます崇高なものへとなっていくのである。そして最後に最高音と再低音がヴァイオリンのハーモニクスとコントラバスから双方立ち上がってくる（略）そして実に自然と喜びが生まれ出るのだ。」その他の論評も前向きであった。
本作はニールセンの生前のスカンジナビアでは頻繁に演奏された。彼がコンサートプログラムを考える際は、『サガの夢』と『パンとシランクス』を同時に演奏するように組むことが多かった。

## 楽器編成
フルート2（ピッコロ持ち替え）、オーボエ2（コーラングレ持ち替え）、クラリネット（A）2、ファゴット2、ホルン4、トランペット（F）2、ティンパニ、シンバル、タンブリン、トライアングル、スネアドラム、グロッケンシュピール、シロフォン、弦五部。

## 演奏時間
約8分半。

## 楽曲構成
好色な神パーンがニュンペーのシューリンクスを追っていた際にパンパイプを生み出したという古代の伝説が基になっている。シューリンクスは川岸まで走り着き、川のニュンペーに助けを求めた。願いに応じる形で彼女は川の窪みに群生する葦に姿を変えられ、神が悔しがる吐息がその間を吹き抜けると忘れがたい音を発した。パーンは葦を刈り取って形を整えて初めてのパンパイプを拵え、これが以来「シューリンクス」として知られるようになった。
木管楽器に大きな独奏部があることは、楽曲がシューリンクスを取り上げているという理由で理解しやすい。曲はニールセンが交響曲第4番直後の絶頂期に書かれている。活発で可憐、そして詩的な作品となっている。
チェロの独奏によって幕を開ける（譜例1）。
譜例1
ざわついた楽想が差しはさまれて譜例1が繰り返される。非旋律的な展開が勢いよく行われ、落ち着きを取り戻すとグロッケンシュピールを伴って譜例2が出される。
譜例2
コーラングレの旋律を中心に展開していき、打楽器が鋭いリズムを刻むと次々速度を上げていく。その後、静まり返るとポコ・アダージョから譜例2が回想され、すぐさま譜例1が奏されると不協和音とともに音量を落として幕引きとなる。